# Dagbloem
Dagbloem (Ipomoea) is een geslacht uit de windefamilie (Convolvulaceae). Wegens de opvallende bloemen worden enkele soorten toegepast als tuinplant. De bloei kan zeer rijk zijn, vooral wanneer de grond voldoende bemest is met oude koemest en wat kalk bevat. Een aantal soorten heeft een warm en vochtig klimaat nodig om tot bloei te komen.
Met 300 tot 500 soorten is dit het grootste geslacht in de familie. De meeste soorten hebben bloemen die slechts een dag open zijn; het geslacht wordt in het Nederlands dan ook meestal dagbloem of dagwinde genoemd. Ook worden zij wel pronkwinden genoemd. De plant, en vooral de bes, is giftig bij inname.

## Soorten
Enkele soorten zijn:
- Ipomoea alba, de Maanbloem.
- Ipomoea arborescens wordt in het Engels tree morning glory genoemd. Ze is inheems noordelijk vanaf de Mexicaanse staat Sonora. De bladeren ontspruiten pas bij regenval laat in het voorjaar. In tuinen wil ze goed groeien en bloeien indien voldoende vochtig gehouden terwijl de temperatuur warm is. De 5 cm grote bloemen zijn crèmekleurig met een donkerrood centrum.
- Ipomoea aquatica, de Waterspinazie.
- Ipomoea batatas staat bekend als de zoete aardappel of bataat.
- Ipomoea cairica, de Kairowinde.
- Ipomoea hederacea is inheems in Midden-Amerika maar komt in Europa ook voor in het Middellandse Zee gebied van Spanje tot Griekenland. De ca. 10 cm grote bloemen groeien in trosjes waarvan er steeds slechts enkele tegelijk bloeien. Gedurende de dag verkleuren ze van diepblauw tot purper-roze.
- Ipomoea imperati heeft witte bloemen en drielobbige bladeren. Ze zijn inheems in het gebied van de Golf van Mexico. In het Engels wordt ze vaak Beach morning glory genoemd. Ze komt op vrijwel alle continenten voor als pionier vegetatie.
- Ipomoea indica heeft bloemen die gedurende de dag verkleuren van diepblauw naar donkerpaars. Ze groeit het best in volle zon.
- Ipomoea leptophylla is inheems in het zuidelijk deel van de Verenigde Staten, waar ze voorkomt in de staten Colorado, Kansas, Montana, Nebraska, New Mexico, Oklahoma, South Dakota, Texas en Wyoming. Bij de eerste nachtvorst sterven de bovengrondse delen van de plant af, maar de eetbare ondergrondse wortel blijft leven en loopt het volgend jaar weer uit. De normale habitat bestaat uit zandige prairies. Deze soort heeft slechts weinig water nodig.
- Ipomoea lobata de Spaanse vlag.
- Ipomoea sphenophylla, de Statia Morning Glory heeft lila bloemen en is endemisch op Sint Eustatius. De plant komt voor in het noorden van het eiland en bloeit van december to april. In 2014 werd de soort aangewezen tot nationale bloem van Sint Eustatius.[1]
- Ipomoea pes-caprae, de Geitenhoefwinde.
- Ipomoea pauciflora is, afhankelijk van de standplaats, een boom of een knolsucculent met witte bloemen, die in een groot deel van Mexico voorkomt.
- Ipomoea platensis is inheems in Paraguay, Uruguay en Argentinië. Ze verlangt lichte schaduw tot half-zon, en kan tot 3,6 meter lang worden.
- I. purpurea is inheems in het noorden van Zuid-Amerika. De bloemen zijn daar donkerpaars, maar ook wit komt voor. In België en Nederland zijn de bloemen wit, lila of paars. Elke bloem is slechts een dag open. De eenjarige, tot 3 meter hoge plant heeft behaarde stengels en is dichtbebladerd met diep ingesneden bladeren.
- Ipomoea quamoclit, de Kardinaalswinde.
- Ipomoea tricolor (meestal klimmende winde genoemd) is inheems in Mexico. In dat gebied is ze overblijvend, in Noordwest-Europa is ze niet winterhard en de tuinliefhebber heeft er dan ook maar 1 jaar plezier van. In Mexico vindt de bestuiving plaats door vleermuizen, in de Lage Landen e.o. nemen insecten die rol over. De grote, hartvormige bladen dekken de bodem goed af en vormen daarmee een vochtvasthoudende laag. Dat heeft de plant ook nodig: humusrijke grond die permanent wat vochtig is. De 6-8 cm grote lila bloemen zijn alleen overdag geopend. Bekende cultivars zijn Ipomoea tricolor 'Heavenly Blue' en Ipomoea tricolor 'Clarke's Himmelblau'.

## Afbeeldingen

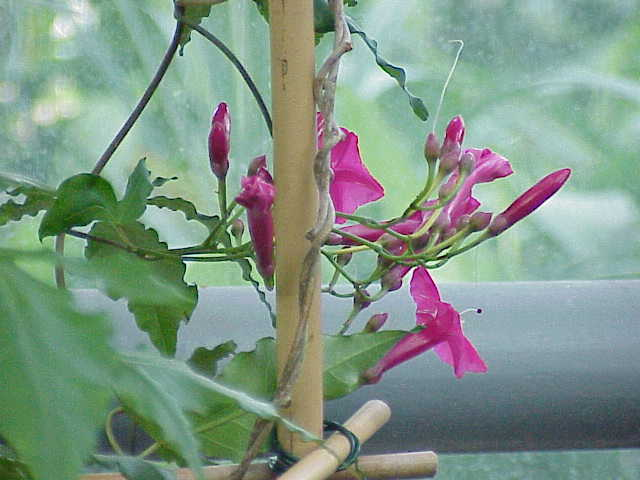
I. horsfalliae
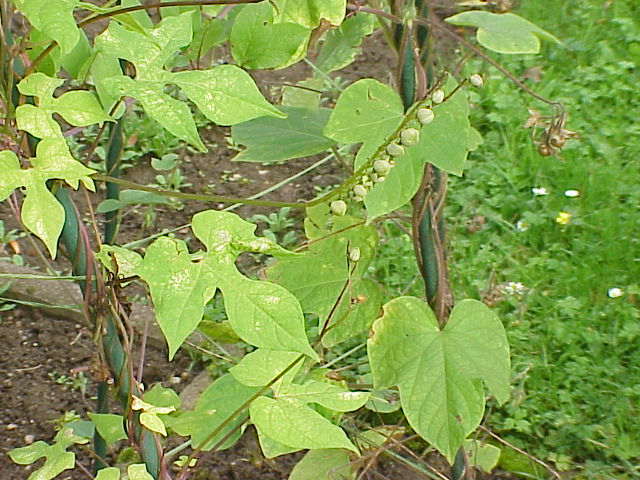
I. lobata
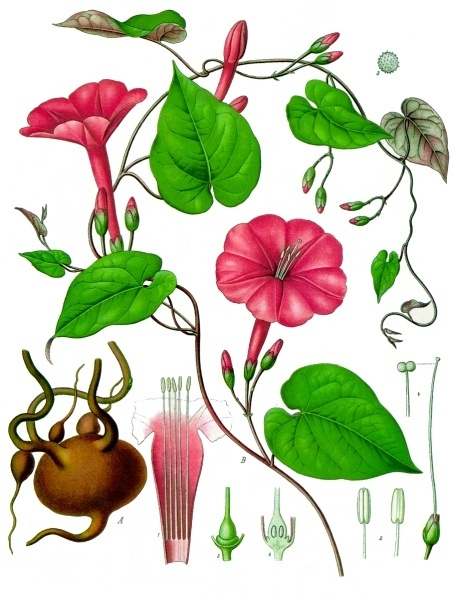
I. purgas
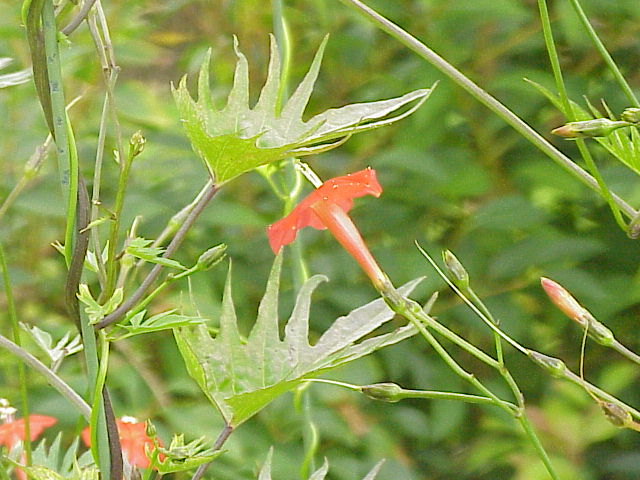
I. x sloteri
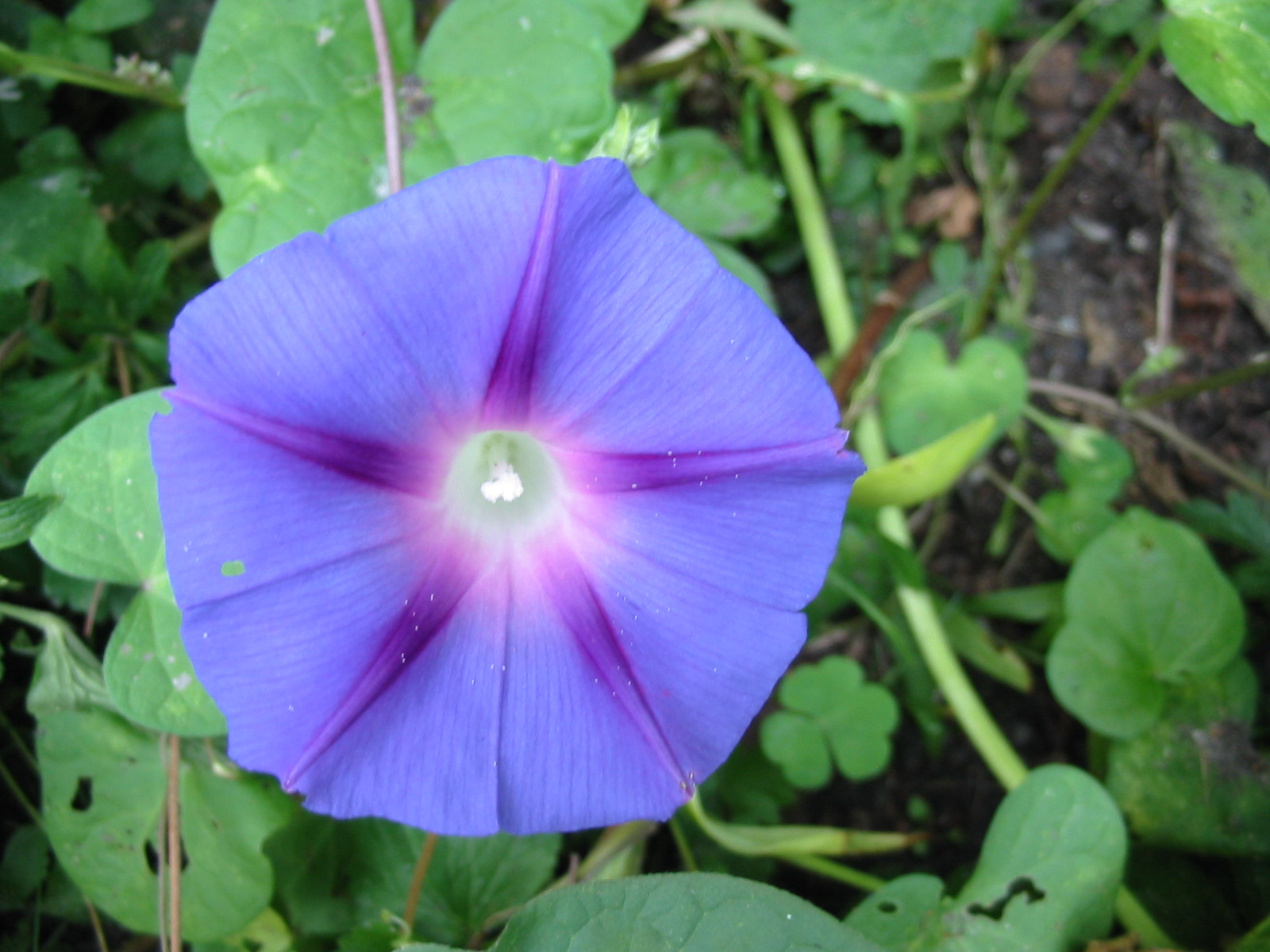
I. purpurea
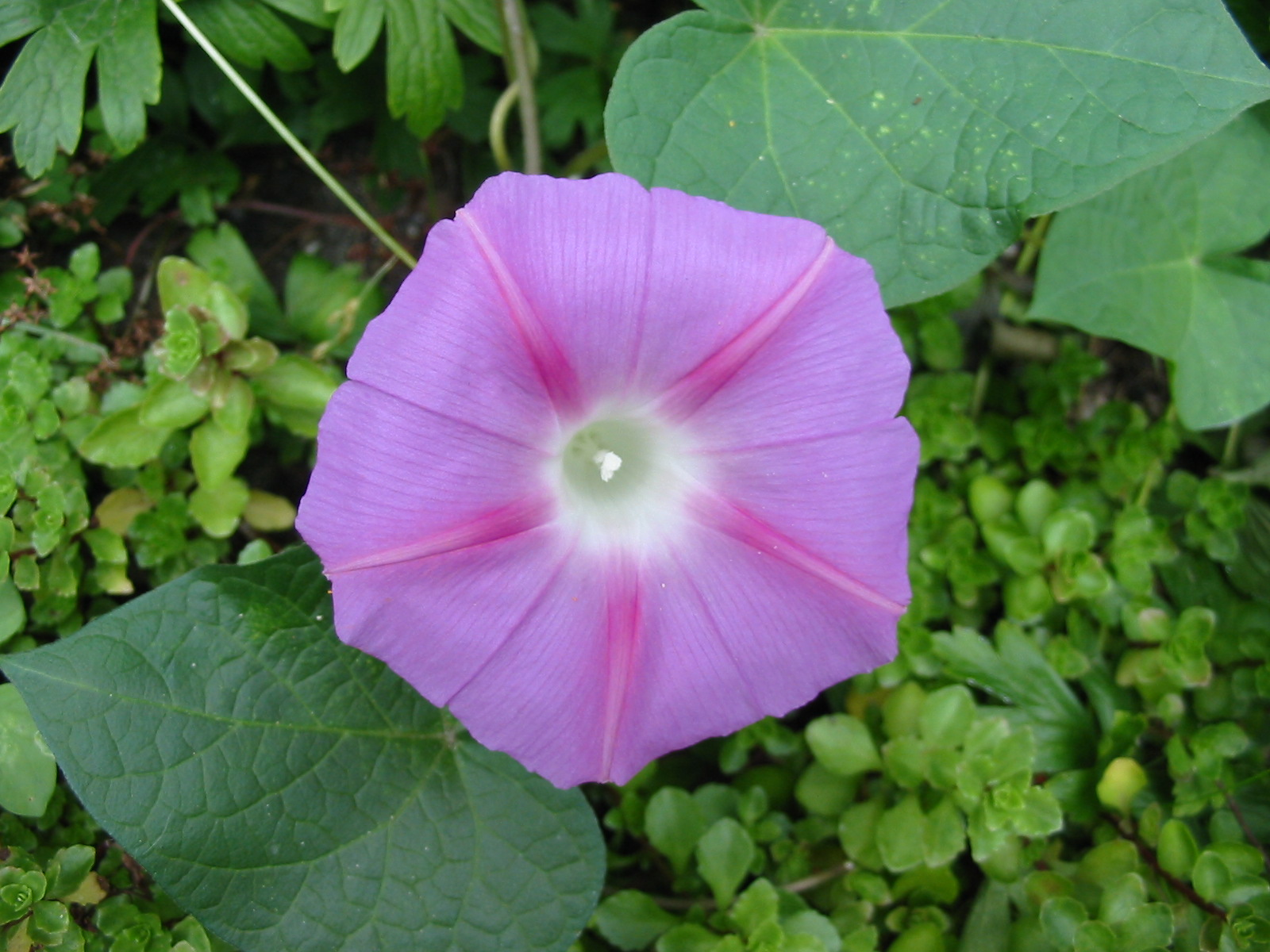
I. purpurea
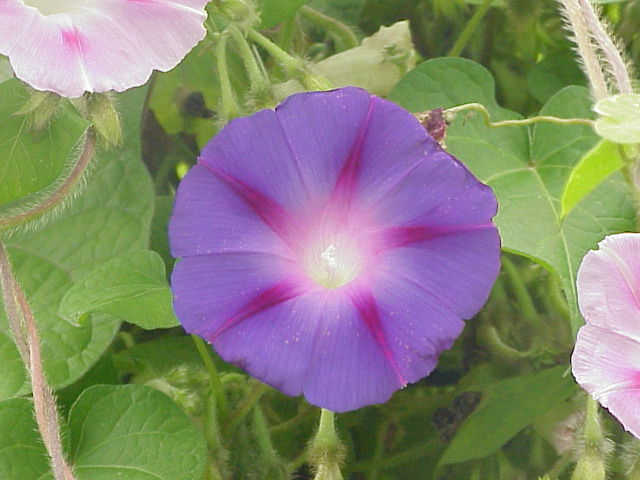
I. purpurea
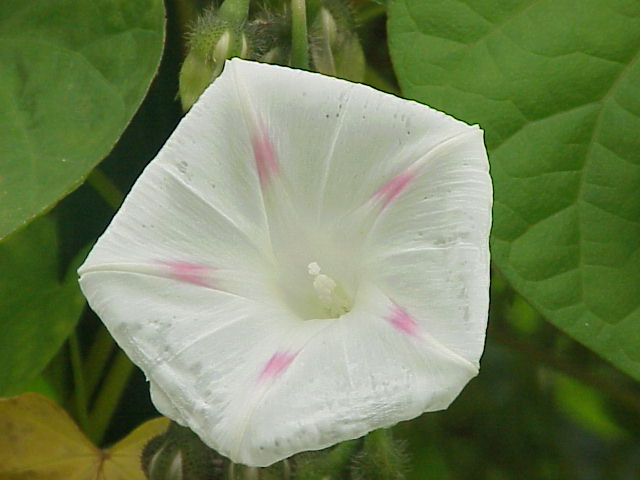
I. purpurea

... · 
I. alba (Maanbloem) · 
I. aquatica (Waterspinazie) · 
I. batatas (Zoete aardappel) · 
I. cairica (Kairowinde) · 
I. indica · 
I. lobata (Spaanse vlag) · 
I. pes-caprae (Geitenhoefwinde) · 
I. quamoclit (Kardinaalswinde) · 
...